# Geraldine Ferraro
Geraldine Ferraro (Newburgh, 26 d'agost de 1935 - Boston, 26 de març de 2011) va ser una política estatunidenca.
Membre de la Cambra de Representants, va ser la primera dona en la història dels Estats Units a ser candidata a la vicepresidència del país pel Partit Demòcrata en les eleccions presidencials de 1984.

## Biografia
Ferraro va néixer en Newburgh (Nova York). Era filla de Dominick Ferraro, un immigrant italià amo de dos restaurants, i Antonetta L. Corrierie, també italiana. Tenia tres germans que havien nascut abans que ella, però un va morir quan era nen i un altre a l'edat de tres anys. Es va doctorar en Dret a la Universitat de Fordham el 1960.

## Carrera política
El 1979 va ser elegida membre de la Cambra de Representants per un districte electoral de Nova York.
El 1984 Ferraro va ser triada pel candidat presidencial Walter Mondale com a candidata per a la vicepresidència. Mondale havia considerat altres candidats com Gary Hart i Jesse Jackson. Encara que Ferraro era catòlica, l'Església catòlica la va criticar per estar a favor de l'avortament.
De 1993 a 1996 va servir com a ambaixadora dels Estats Units en la Comissió de Drets Humans de l'ONU, durant l'administració de Bill Clinton.
El 1998, se li va diagnosticar un mieloma múltiple, encara que no ho va fer públic fins a 2001, data en la qual va començar a donar xerrades sobre la seva malaltia.
El 2008, Ferraro va expressar el seu suport per a la candidatura presidencial de Hillary Clinton.
El 26 de març de 2011, va morir a conseqüència del càncer que l'havia afectat durant gairebé 13 anys.